# Gerardo De Oscar
Gerardo DeOscar e Araújo (* Rocha, 05 de fevereiro de 1978) é um ensaísta uruguaio, escritor e teólogo. Estudado em várias disciplinas humanistas, transformou sua expertise em inúmeras histórias e ensaios. Suas obras são cheias em dimensionalidades paralelas, paisagens imaginárias e uma variedade de personagens desprovidos de virtudes humanitárias, anti-heróis verdadeiros dispostos a viver intensamente e de forma imprudente. Ao longo de sua criação inteira, formou um universo abstrato,inexistente e totalmente relativo Seus ensaios cobrem temas tão diversos como o amor, a natureza do ser humano, política, história,  temas antropológícos e teológicos.

## Obras do autor
- Cabeza de Serpiente y otros cuentos (2009)
- El Gesto Elocuente ( 2008)
- Ensayo sobre antropología racial (2004)
- Alif, Lam , Mim (2007)